# Дудко, Борис Александрович
Борис Александрович Дудко (род. 22 февраля 1989, Бирск, Башкирская АССР) — российский военнослужащий, майор, Герой Российской Федерации (2022).

## Биография
В 2007 году окончил среднюю школу № 4 в городе Бирске. В том же году поступил в Казанское высшее танковое командное Краснознамённое училище. После окончания училища в 2011 году был направлен в 76-ю гвардейскую десантно-штурмовую дивизию (город Псков). Занимал должности командира взвода, командира роты, заместителя командира батальона.
Дважды был в командировке в Сирии.
Во вторжении на Украину принимал участие с первого дня. Заместитель командира 124 отдельного танкового батальона 76 гвардейской десантно-штурмовой дивизии ВДВ. За выполнение боевой задачи было присвоено звание Героя Российской Федерации.

## Награды

#### Государственные награды
- Герой Российской Федерации (2022)[1]
- медаль Суворова

#### Ведомственные награды
- медаль «За боевые отличия»
- медаль «За воинскую доблесть» II степени
- медаль «За отличие в военной службе» III степени
- медаль «Участнику военной операции в Сирии»

#### Региональные награды
- орден генерала Шаймуратова (2022)[2]

## Семья
Жена Гульнара. Дети: дочь, сын.